# Vozhřivka
Vozhřivka (latinsky malleus) je bakteriální onemocnění způsobované gramnegativní bakterií Burkholderia mallei. Jedná se o vysoce nakažlivé onemocnění lichokopytníků, které je také přenosné na člověka. Inkubační doba je několik týdnů až měsíců. K infekci dochází perorální cestou, někdy též aerogenní nebo kutánní cestou. Postihuje většinou nejprve plíce, v pozdějším stadiu pak sliznice nosu a kůži. Vyskytuje se jako akutní infekce u osla a muly nebo chronická u koní. Chronická vozhřivka má 3 formy: nosní, kožní a plicní. Příznaky jsou horečky, krvácení z nosu, vykašlávání krvavého hnisavého sekretu a tvorba hnisavých vředů.

## Původce
Jde o infekční chorobu lichokopytníků, výjimečně masožravců (velké kočkovité šelmy), zřídkakdy u ovcí, koz a krav. Při jejím výskytu je nutné okamžité nahlášení. V Evropě byla potlačena, vyskytuje se v oblasti jižní a přední Asie. Onemocnění probíhá akutně nebo chronicky s tvorbou uzlíků a vředů na sliznicích, kůži a vnitřních orgánech. Původcem onemocnění je Burkholderia mallei (dříve Pseudomonas mallei). Jedná se o gramnegativní, nepohyblivou, pleomorfní tyčinku. Na jednoduchých živých půdách roste aerobně a pomalu, takže kolonie se objevují až po 48 hodinách. Kolonie jsou nejdříve průhledně šedé, poté se stávají neprůhlednými s jemně granulovaným povrchem a nakonec se zbarvují žlutě.

## Přenos a symptomy
K nákaze dochází kontaktem s nakaženými koňmi, kteří vylučují původce výtokem z nosu, slinami, hnisem, tekutinou z vředů a zřídka močí a výkaly. Nákazu můžeme zavléct i kontaminovanými přístroji – postroje, čištění, nebo napáječkami ve stáji. Původce se dostane do organismu většinou perorálně, poté postupuje sliznicí hltanu dál do organismu, zřídka sliznicí střeva a v příslušných lymfatických uzlinách se rozmnožuje. Jestliže se proces nezastaví, bakterie se dále rozšiřují hematogenně a vzniká nosní, plicní nebo kožní malleus. Inkubační doba je mezi 2–5 dny. Průběh infekce je akutní až chronický.

### Akutní vozhřivka
Vyskytuje se především u oslů a mul, u koní se vyskytuje spíše chronická forma. Projevuje se vysokými horečkami a vývinem vředů a uzlíků v nosní dutině a v oblasti hltanu a hrtanu vzniká jednostranný hlenovitě-hnisavý výtok a poté oboustranný výtok z nosu. Sekundárně může vzniknou akutní kožní vozhřivka s uzlíky, vředy, zhrubnutím lymfatických cév, zvětšením lymfatických uzlin a flegmonozními otoky. K smrti dojde většinou v průběhu druhého až třetího týdne nemoci.

### Chronická vozhřivka
Klinické příznaky jsou rekurentní horečka, chronická bronchitida se suchým kašlem, kachexie, hnisavý až krvavý výtok z nosu, tvorba uzlíků, a následných vředů především v dutině nosní, kožní vozhřivka ve formě lymfangitídy s uzlíky uspořádanými do tvaru šňůry perel na krku, po stranách hrudi, podbřiší a končetinách, z kterých vznikají vředy a vozhřivková flegmóna na končetinách. Průběh může trvat celé měsíce až roky a může přejít do akutní fáze.